# Verkehr in Iserlohn

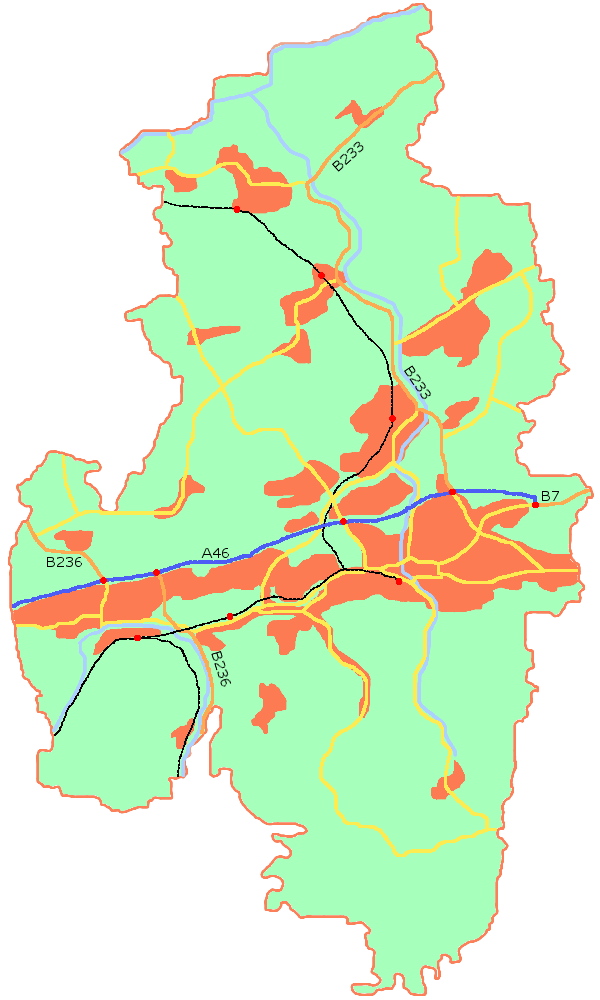
Verkehrsnetz

Die verkehrliche Erschließung Iserlohns erfolgt grundsätzlich über die Schiene oder die Straße. Es gibt lediglich einen Flugplatz im Stadtteil Kesbern (Hegenscheid) und die zwei Segelfluggelände Iserlohn-Rheinermark und Sümmern (Rombrock). Der nächste Flughafen ist in Dortmund.
Lenne und Ruhr sind im Bereich der Stadt nicht schiffbar. Der nächste Binnenhafen ist der Hafen Dortmund.

## Straßenverkehr
Das Straßennetz im Stadtgebiet ist 527 km lang.

### Autobahn
Durch Iserlohn führt die Bundesautobahn 46 (Heinsberg–Bestwig) mit einer Länge im Stadtgebiet von 11 km. Die Autobahn hat fünf Anschlussstellen auf Iserlohner Stadtgebiet (IS-Letmathe, IS-Oestrich, IS-Zentrum, IS-Seilersee, Hemer). Nahe der Stadtgrenze auf Hagener Stadtgebiet befindet sich eine weitere Anschlussstelle (HA-Elsey / IS-Letmathe-West).
Die ersten Planungen für die Autobahn stammen aus den 1930er Jahren, wurden damals aber nicht weiter verfolgt. Konkret geplant wurde die Autobahn dann in den 1960er Jahren. Der Bau erfolgte im Letmather Raum ab 1967. Der erste Abschnitt von Elsey bis Iserlohn-Zentrum (damals zunächst Iserlohn-West) wurde am 21. November 1974 eröffnet, der restliche Abschnitt bis Hemer am 4. Mai 1976.
Die Trassenführung über das Naherholungsgebiet Seilersee inklusive Brücke über den See war von Anfang an in der Kritik, wurde aber mit der zukünftigen überregionalen Bedeutung begründet. Die Weiterführung der A 46 über Hemer und Menden nach Arnsberg-Neheim wurde in den 1970er Jahren nicht mehr verwirklicht, da die Planungen aus ökologischen Gründen ins Stocken gerieten. In den späten 2000er Jahren wurde die Planung zumindest bis Menden forciert.
Am Seilersee war ein Autobahnkreuz mit der A 443 nach Unna und Hamm geplant, was aber verworfen wurde. Abfahrten an der A 1 (Hagen-Nord), A 45 (Kreuz Hagen) und A 44 (Unna-Ost / ehemalige A 443) weisen nach Iserlohn.

### Bundesstraßen

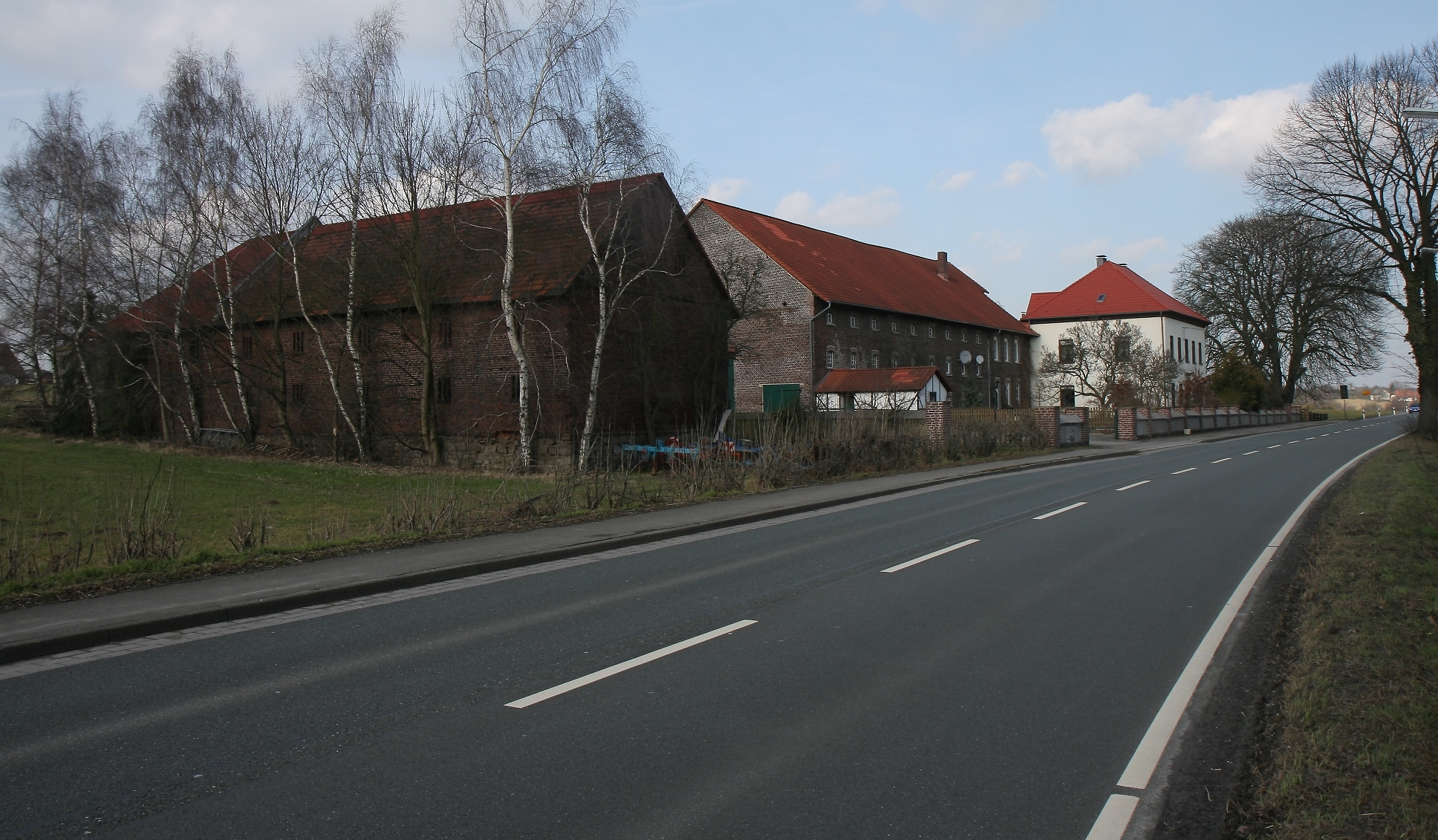
Die B 233 in Kalthof

Durch Iserlohn führen die Bundesstraßen 7, 233 und 236. Die Bundesstraßen sind insgesamt 16 km lang.
Die B 7 (Düsseldorf–Rochlitz) führte früher durch Letmathe, die Grüne und die Iserlohner Innenstadt. Der Verlauf wurde in den 1990er Jahren zwischen Hagen-Elsey und Hemer auf die A 46 verlegt. Geblieben ist nur noch ein wenige hundert Meter langer Abschnitt zwischen dem Anschluss Hemer und der Stadtgrenze nach Hemer. Ersetzt wurde die innerstädtische Trasse durch die L 743.
Die B 233 berührt von Unna kommend die Ortsteile Drüpplingsen, Kalthof und Iserlohner Heide und endet an der A 46 an der Anschlussstelle Seilersee. Im ungefähren Verlauf der Bundesstraße war die Trasse der A 443 geplant, die verworfen wurde. Bis in die 1990er Jahre führte die B 233 von der Iserlohner Heide direkt in die Innenstadt und endete an der B 7. Mit der Verlegung der B 7 auf die Autobahn wurde der Verlauf der B 233 ebenfalls geändert.
Die B 236 von Olfen über Schwerte nach Altena und Münchhausen verläuft durch Letmathe. Bis in die 1990er Jahre verlief die Straße durch das Zentrum des Stadtteils Letmathe, wird seitdem über die A 46 zwischen den Ausfahrten IS-Letmathe und IS-Oestrich sowie über den Autobahnzubringer in Oestrich geführt.

### Landesstraßen
Mehrere Landesstraßen mit einer Länge von 56 km durchziehen das Stadtgebiet.
Von Nordwesten aus Schwerte kommend erreicht die L 648 (Dortmunder Straße) den Anschluss an die A 46 Iserlohn-Zentrum und die Innenstadt. Die Straße verlässt die Innenstadt südwärts durch das Lägertal und endet südlich von Kesbern an der L 888.
Von der B 233 aus erschließt die L 676 die Stadtteile Hennen und Rheinen und führt durch das Tal der Ruhr nach Schwerte. Ab einem Abzweig in Rheinen führt die L 677 nordwärts nach Holzwickede.
Die L 680 erreicht von Menden kommend das Iserlohner Stadtgebiet im Bereich Rombrock und Sümmern und führt hinab in das Baarbachtal. Dort mündet sie in die B 233. Ab Iserlohner Heide übernimmt die L 680 die alte Trasse der B 233 bis in die Innenstadt. Aus der Innenstadt ostwärts wird der Stadtteil Wermingsen erschlossen. Die L 680 endet nahe der Stadtgrenze zu Hemer an der L 682. Die L 682 kommt hier aus Hemer und führt zur Anschlussstelle der A 46 am Seilersee. Dort führt sie auf der gleichen Trasse wie die B 233 nordwärts, zweigt einige hundert Meter nördlich ab und führt als Umgehungsstraße Sümmerns (Landhauser Straße) bis zur L 680.
Die L 743 übernimmt den früheren Verlauf der B 7 von der Stadtgrenze zu Hagen über Letmathe, Grüne, Iserlohn-Zentrum bis zur A-46-Anschlussstelle Hemer, wo die B 7 weitergeht.
Die L 899 beginnt nördlich der Grüne an der L 743. Über die Grüner Mitte verläuft die Straße nach Westen bis zur Kreuzung mit der L 743 und der K 17. In der Grüner Mitte an der L 899 beginnt die L 888, die südwärts die südlichen Dörfer im Grüner Tal erschließt. Die L 888 endet in Hemer-Ihmert.

### Kreisstraßen
Die als Kreisstraßen gewidmeten Straßen im Stadtgebiet weisen eine Länge von 19 km auf.
Die K 16 verbindet Menden-Halingen und Rombrock im Nordosten Iserlohns und endet an der L 680. Der Verlauf von Rombrock durch Sümmern hindurch wurde abgestuft. Südlich von Sümmern führt die K 16 ab der L 682 über Landhausen nach Hemer.
Die K 17 verbindet die Stadtteile Grüne (L 743 / L 899) und Dröschede mit Gerlingsen (L 648) und der Iserlohner Heide (L 680). Die K 18 erschließt die südliche Innenstadt und den Bahnhofsbereich. Die K 19 verläuft innerhalb der Stadtgrenzen von der B 236 bei Stübbeken über Grürmannsheide nach Kalthof (B 233). Bei Grürmannsheide zweigt die K 22 nach Schwerte-Ergste ab.

### Sonstige Straßen
Ab 1967 wurde in einem groß angelegten Projekt die Innenstadt neu strukturiert. Um den Stadtkern herum führt seither ein Straßenring, darin wurden fast alle Straßen zur Fußgängerzone umgebaut. Die Fußgängerzone wurde 1979 fertiggestellt.

## Schienenverkehr

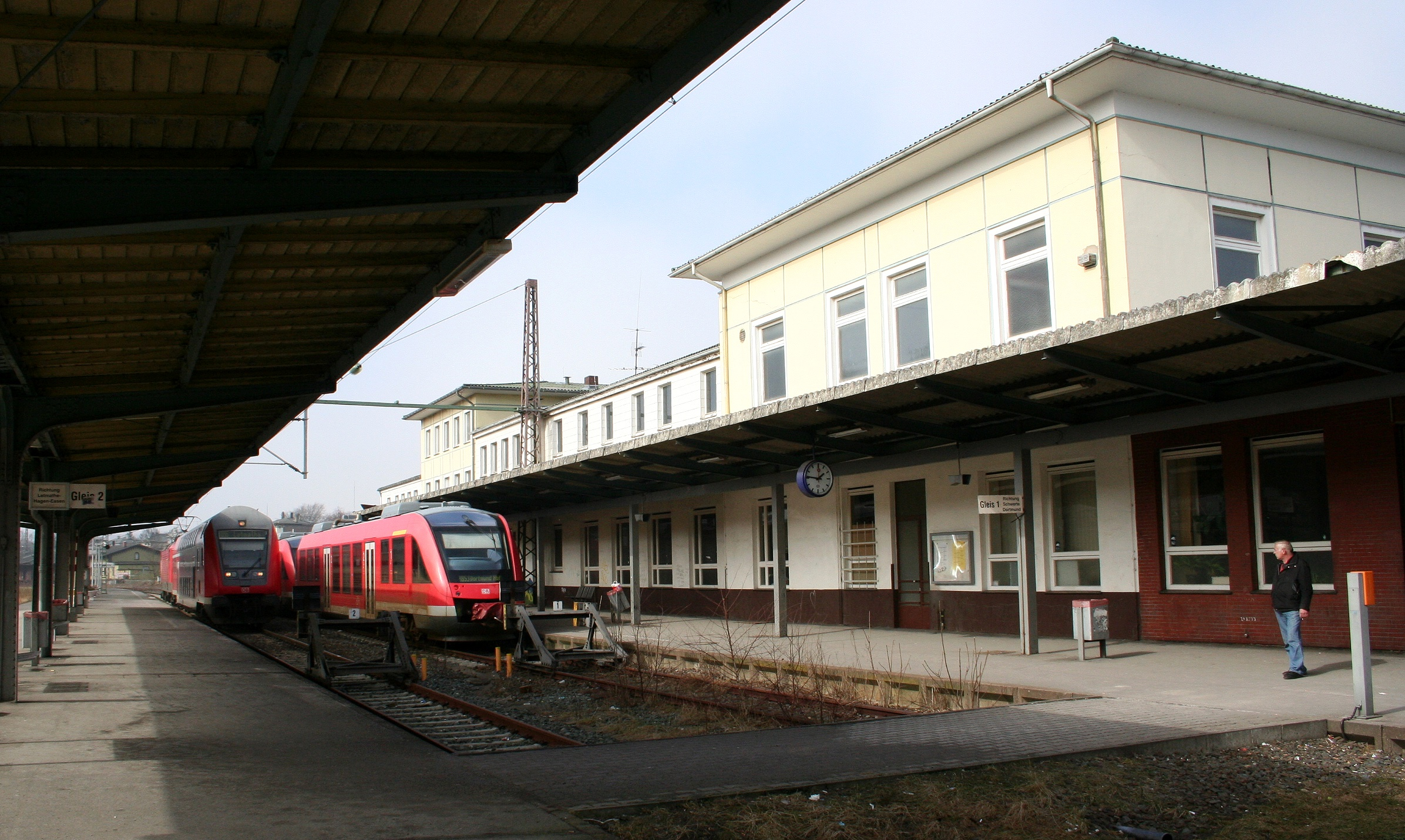
Bahnhof Iserlohn (November/Dezember 2006 abgerissen)

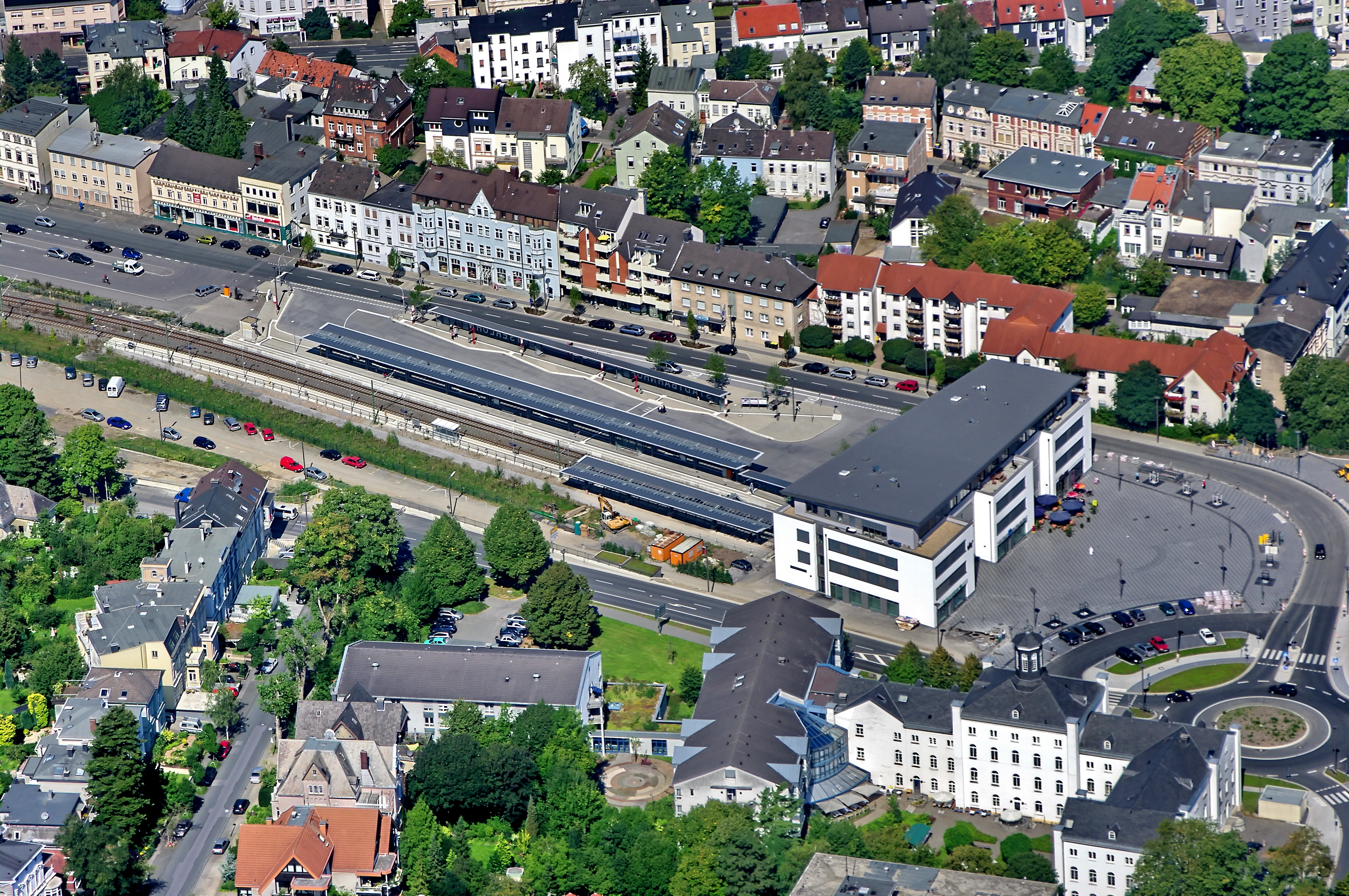
Übersicht über den neuen Stadtbahnhof (Luftbild 2008)

Durch Iserlohn verlaufen drei Bahnstrecken, an denen sechs Stationen liegen:
- Iserlohn (Preisklasse 6)
- Iserlohn-Letmathe (4)
- Letmathe-Dechenhöhle (6)
- Iserlohnerheide (7)
- Kalthof (Kr Iserlohn) (6)
- Hennen (6)

Zwei weitere Stationen (Iserlohn Ost, Buchenwäldchen) wurden geschlossen. Der im Stadtzentrum gelegene Bahnhof Iserlohn wurde um 2007 als sogenannter Stadtbahnhof neu errichtet und liegt am Ende der Ardey-Bahn (RB 53) und der Bahnstrecke Iserlohn-Letmathe–Iserlohn.
In der zweiten Hälfte des 19. Jahrhunderts waren mehrere Strecken durch Iserlohn im Gespräch, insbesondere in Nord-Süd-Richtung. Eine Strecke sollte von Schwerte kommend durch Iserlohn in die Grüne führen und durch den Wixberg nach Altena. Sie wäre Teil der Fernstrecke Münster–Frankfurt geworden. Eine alternative Strecke sollte von Schwerte bis zur Iserlohner Heide führen, dann zum (zukünftigen) Seilersee mit dortigem Hauptbahnhof, und über Hemer nach Garbeck und Finnentrop zur Strecke im Lennetal. Alle diese Planungen hätten zu hohen Kosten geführt, was letztlich zum Scheitern führte. Nur wenige Teile der Planungen kamen zur Ausführung.

### Ruhr-Sieg-Strecke
In den 1850er Jahren wurde die Ruhr-Sieg-Strecke von Hagen aus durch das Lennetal südwärts gebaut. 1860 erreichte die Bahnstrecke in Letmathe das heutige Stadtgebiet. Von Iserlohn-Letmathe führt die Strecke weiter südwärts nach Altena und bis Siegen. Die Ruhr-Sieg-Strecke ist zweigleisig und elektrifiziert. Der Bahnhof Iserlohn-Letmathe ist die einzige Station auf Iserlohner Stadtgebiet.
Im Rahmen des Strukturförderprogramms Regionale 2013 beteiligt sich Iserlohn an dem Projekt LenneSchiene zur Aufwertung der Verkehrswege im Lennetal, hier insbesondere der Ruhr-Sieg-Strecke und der Bahnhöfe.
In Iserlohn-Letmathe befindet sich ein Güterbahnhof für den Umschlag von Metallwaren (z. B. Coils) der umliegenden Metallverarbeitungsbetriebe.

### Bahnstrecke Letmathe–Fröndenberg
In Iserlohn-Letmathe zweigt die eingleisige und elektrifizierte Iserlohner Bahn von der Hauptstrecke im Lennetal ab. 1864 wurde der Abschnitt Letmathe–Iserlohn eröffnet und das Zentrum Iserlohns somit an das Bahnnetz angeschlossen. 1868 wurde die Strecke ausgebaut, dabei wurde die Dechenhöhle entdeckt. An der Höhle wurde ein Haltepunkt errichtet.
Ab 1885 war die Bahnlinie von Iserlohn(-Westbahnhof) über den Iserlohner Ostbahnhof, Hemer und Menden nach Fröndenberg fertiggestellt. Seit 1989 ist der Abschnitt zwischen Iserlohn und Menden für den Personenverkehr stillgelegt sowie zwischen Iserlohn und Hemer zu einem Rad- und Spazierweg umgebaut worden.
Auf der Iserlohner Bahn fahren der Ruhr-Lenne-Express (RE 16) auf der Strecke Iserlohn–Hagen–Bochum–Essen und die Ruhr-Sieg-Bahn (RB 91) im Abschnitt Iserlohn–Hagen mit Zwischenhalten an der Dechenhöhle und im Stadtteil Letmathe. Die RB 91 wird im Bahnhof Iserlohn-Letmathe mit einem aus Siegen kommenden Zug zusammengekoppelt, bevor sie nach Hagen weiterfährt. In der Gegenrichtung wird in Iserlohn-Letmathe wieder getrennt (Flügelung). Der Betrieb erfolgte durch Abellio Rail NRW. Nach deren Insolvenz übernahm 2022 DB Regio NRW.

### Ardeybahn
Seit 1910 existiert die Ardeybahn nach Schwerte und Dortmund. Die Ardeybahn fährt auf der Strecke Iserlohn–Schwerte–Dortmund mit Haltepunkten in den Stadtteilen Iserlohner Heide, Kalthof und Hennen und wird von der DB Regio NRW betrieben.

### Linienverkehr
Im Stadtgebiet werden drei Nahverkehrslinien und eine Fernverkehrslinie betrieben.
| Linie | Linienbezeichnung/Linienverlauf | Takt                                             |
| ----- | --- | ------------------------------------------------ |
| RE 16 | Ruhr-Lenne-Express: Essen Hbf – Wattenscheid – Bochum Hbf – Witten Hbf – Wetter (Ruhr) – Hagen Hbf – Hohenlimburg – Iserlohn-Letmathe – Letmathe-Dechenhöhle – Iserlohn Stand: Fahrplanwechsel Dezember 2023 | 60 min                                           |
| RE 34 | Dortmund-Siegerland-Express: Dortmund Hbf – Witten Hbf – Hagen-Hohenlimburg – Iserlohn-Letmathe – Altena (Westf) – Werdohl – Plettenberg – Finnentrop – Lennestadt-Grevenbrück – Lennestadt-Altenhundem – Kirchhundem-Welschen Ennest – Kreuztal – Siegen-Weidenau – Siegen Hbf Stand: Fahrplanwechsel Dezember 2024 | 60 min, 120 min                                  |
| RB 53 | Ardey-Bahn: Dortmund Hbf – Dortmund Signal-Iduna-Park – Dortmund-Hörde – Dortmund-Aplerbeck Süd – Schwerte (Ruhr) – Schwerte-Ergste – Hennen – Kalthof (Kr Iserlohn) – Iserlohnerheide – Iserlohn Stand: Fahrplanwechsel Dezember 2023 | 30 min (werktags) 60 min (Wochenenden/Feiertage) |
| RB 91 | Ruhr-Sieg-Bahn: Hagen Hbf – Hohenlimburg – Iserlohn-Letmathe hier Zugteilung, Zugteil 1: – Letmathe-Dechenhöhle – Iserlohn Zugteil 2: – Altena (Westf) – Werdohl – Plettenberg – Finnentrop – Lennestadt-Grevenbrück – Lennestadt-Meggen – Lennestadt-Altenhundem – Kirchhundem – Kirchhundem-Welschen Ennest – Kreuztal-Littfeld – Kreuztal-Eichen – Kreuztal – Siegen-Geisweid – Siegen-Weidenau – Siegen Hbf Stand: Fahrplanwechsel Dezember 2021 | 60 min (werktags) 120 min (sonn-/feiertags)      |

| Linie | Linienverlauf | Linienverlauf | Takt    |
| ----- | --- | --- | ------- |
| IC 34 | (Stuttgart – Ludwigsburg – Pforzheim – Karlsruhe – Bruchsal – Wiesloch-Walldorf – Heidelberg – Mannheim – Frankfurt Flughafen –) Frankfurt – Bad Nauheim – Wetzlar – Dillenburg – Siegen – | Lennestadt-Altenhundem – Iserlohn-Letmathe – Schwerte – Unna – Hamm – Münster (– Rheine – Lingen – Meppen – Papenburg – Leer – Emden – Norden – Norddeich – Norddeich Mole)           | 120 min |
| IC 34 | (Stuttgart – Ludwigsburg – Pforzheim – Karlsruhe – Bruchsal – Wiesloch-Walldorf – Heidelberg – Mannheim – Frankfurt Flughafen –) Frankfurt – Bad Nauheim – Wetzlar – Dillenburg – Siegen – | Siegen-Weidenau – Kreuztal – Lennestadt-Altenhundem – Lennestadt-Grevenbrück – Finnentrop – Plettenberg – Werdohl – Altena – Iserlohn-Letmathe – Witten – Dortmund (– Hamm – Münster) | 120 min |

## Straßenpersonennahverkehr
Im Straßenpersonennahverkehr erschließen 30 innerstädtische und überörtliche Buslinien (unter anderem nach Schwerte, Hohenlimburg, Lüdenscheid, Altena, Hemer und Menden (Sauerland)) das Stadtgebiet und die Region. Durchgeführt wird der Busverkehr überwiegend von der Märkischen Verkehrsgesellschaft (MVG). Die Linien 18, R30 und T30 werden von der Busverkehr Ruhr-Sieg GmbH (BRS) betrieben. Der Zentrale Omnibusbahnhof (ZOB) liegt am Konrad-Adenauer-Ring; ein weiterer wichtiger Busbahnhof ist der „Stadtbahnhof Iserlohn“.
| Linie          | Linienverlauf | Takt                           |
| -------------- | --- | ------------------------------ |
| Schnellbus     | |                                |
| S1             | Lüdenscheid – Altena – Nachrodt-Wiblingwerde – Iserlohn, Dechenhöhle – Stadtbahnhof – ZOB | 60 min HVZ: 30 min             |
| S3             | Iserlohn, Stadtbahnhof – Hemer, Niederhemer – Menden | 60 min                         |
| Stadtbus       | |                                |
| 1              | Hagen, Hohenlimburg Bf. – Iserlohn, Letmathe Mitte – Grüner Talstraße – Stadtbahnhof – ZOB – Hemer, Westiger Kreuz – Hemer ZOB – Menden | 30 min Letmathe – Hemer 15 min |
| 2              | Iserlohn, Rombrock – Sümmern – Hemer, ZOB | kein Taktverkehr               |
| 4 ALF          | Iserlohn, Stadtbahnhof – ZOB – Kesbern – Hemer, Ihmert – Iserlohn, Dahlsen – Dannenhöfer – Grüner Talstraße – Dröschede – Stadtbahnhof Iserlohn, Stadtbahnhof – Dröschede – Grüner Talstraße – Dannenhöfer – Dahlsen – Hemer, Ihmert – Iserlohn, Kesbern – ZOB – Stadtbahnhof | ALF: 120 min ALF: 120 min      |
| 5              | Iserlohn, (Lasbeck –) Letmathe Mitte – Stübbeken – Schwerte, Ergste (Anschluss von/zur Linie C32 der VKU in/aus Richtung Schwerte Bahnhof) | 60/120 min                     |
| 6              | Iserlohn, Grürmannsheide – Oestrich – Letmathe Mitte – Letmathe Gymnasium | 120 min                        |
| 7              | Iserlohn, Brandkopf – Stadtbahnhof – ZOB – Sonnenhöhe | 60 min                         |
| 8              | Iserlohn, Letmathe Mitte – Markenfeld | 30 min                         |
| 9              | Iserlohn, Letmathe Mitte – Hagen, Oege – Hohenlimburg | 60 min                         |
| 11             | Iserlohn, Im Lau – Wohnpark Buchenwäldchen – ZOB – Hemberg – Liebigstraße – Stadtbahnhof – ZOB – Wohnpark Buchenwäldchen – Im Lau | 60 min                         |
| 12             | Iserlohn, Im Lau – Wohnpark Buchenwäldchen – ZOB – Stadtbahnhof – Liebigstraße – Hemberg – ZOB – Wohnpark Buchenwäldchen – Im Lau | 60 min                         |
| 13             | Iserlohn, Gerlingsen – Hauptpost – Stadtbahnhof – ZOB – Seilerseebad – Hemer, ZOB – Sauerlandpark | 60 min                         |
| 14             | Iserlohn, Gerlingsen – Hauptpost – Stadtbahnhof – ZOB – Seilersee – Griesenbrauck – Sümmern – Rombrock | 60 min                         |
| 15             | Iserlohn, Letmathe – Oestrich Kirche – Dröschede – Stadtbahnhof – ZOB – Hombruch | 30 min                         |
| 16             | Iserlohn, Letmathe – Am Dorfanger – Stadtbahnhof – ZOB – Hombruch – Wolfskoben – Echelnteichweg | 30 min                         |
| 17             | Iserlohn, Lössel – Roden – Grüner Talstraße – Stadtbahnhof – Sonnenhöhe | 60 min                         |
| 18             | Iserlohn, Stadtbahnhof – Kalthof – Drüpplingsen/Helle – Hennen | 60 min                         |
| 22             | Iserlohn, Stadtbahnhof – ZOB – Sümmern – Menden, Battenfeld – Lendringsen – Hüingsen | 30 min                         |
| R30            | Iserlohn, Stadtbahnhof – Kalthof – Hennen – Rheinen – Geisecke – Schwerte Bahnhof | 60 min                         |
| T30            | Drüpplingsen/Hennen – Rheinen – Villigst – Schwerte Bahnhof | 60 min                         |
| 37             | Iserlohn, Letmathe – Nachrodt-Wiblingwerde – Altena – Lüdenscheid | 30 min                         |
| 49             | Iserlohn, Lasbeck – Nachrodt-Wiblingwerde | kein Taktverkehr               |
| Schülerverkehr | |                                |
| 10             | Iserlohn, Gerlingsen – Stadtbahnhof – ZOB – Hemberg – Wermingsen | kein Taktverkehr               |
| 204            | Iserlohn, Realschule Bömberg – Stadtbahnhof – Hemer, Ihmert – Iserlohn, Dahlsen – Dannenhöfer – Saatschule | kein Taktverkehr               |
| 210            | Iserlohn, ZOB – Hemer, Eisenbahnschleife | kein Taktverkehr               |
| 214            | Iserlohn, Gerlingsen – Hauptpost – ZOB – Stadtbahnhof – Seilersee – Griesenbrauck – Rombrock – Hennen | kein Taktverkehr               |
| 218            | Iserlohn, Lössel – Dröschede – Gesamtschule Gerlingsen – Stadtbahnhof – Letmathe Gymnasium | kein Taktverkehr               |
| 222            | Iserlohn ZOB – Hemberg – Sümmern – Menden, Platte Heide Schule – Schulzentrum | kein Taktverkehr               |
| FHS            | Iserlohn, Stadtbahnhof – Fachhochschule | kein Taktverkehr               |

Für den gesamten Öffentlichen Personennahverkehr (ÖPNV) gilt der Westfalentarif und tarifraumüberschreitend der NRW-Tarif.
Früher existierte auch eine Straßenbahn, auf deren Netz der Straßenbahnunfall in der Grüne stattfand.

## Radverkehr
Die Stadt hat Anschluss an die Kaiser-Route im Ruhrtal sowie an zwei regionale Radrouten: den Ruhrtalradweg im Norden und die Lenneroute im Westen. Verknüpft werden diese Strecken über die Schmetterlingsroute: von Letmathe gelangt man durch das Tal des Grüner Bachs und von Hennen aus durch das Tal des Baarbachs in die Innenstadt zum Bahnhof Iserlohn. Ab hier führt die Schmetterlingsroute über die stillgelegte Bahntrasse der Bahnstrecke Letmathe–Fröndenberg zur Stadtgrenze Hemer und weiter zum Sauerlandpark Hemer. Ergänzt werden diese Wege durch Abschnitte des NRW-Radverkehrsnetzes in der Innenstadt, am Seilersee sowie von Kalthof / Hennen nach Schwerte.
Iserlohn trägt den Titel „Fahrradfreundliche Stadt“. Das ausgeschilderte Radnetz ist über 50 km lang.